# 宮ノ陣村
宮ノ陣村（みやのじんむら）は、福岡県三井郡にあった村。現在の久留米市の一部。
現在の久留米市の行政区分としては、宮ノ陣1丁目 - 6丁目・宮ノ陣町大杜（みやのじんまちおおと）・宮ノ陣町五郎丸・宮ノ陣町八丁島・宮ノ陣町若松（宮ノ陣1丁目 - 6丁目のみ住居表示実施済区域）に対応する。

## 地理
筑後川右岸に位置し、西の端を新宝満川、東の端を大刀洗川が流れていた。

## 歴史

### 沿革
- 1889年（明治22年）4月1日 - 町村制の施行により、御井郡宮瀬村、五郎丸村、大杜村、若松村、八町島村が合併して村制施行し、宮ノ陣村が発足[1][2]。
- 1896年（明治29年）4月1日 - 郡の統合により三井郡に所属[1][3]。
- 1958年（昭和33年）9月1日 - 久留米市に編入され廃止[1][2]。

### 地名の由来
1359年（正平14年）征西将軍宮懐良親王が軍隊を整えた場所（現宮ノ陣神社）にちなむ。

## 経済

### 地主
宮ノ陣村の石橋茂平次は福岡県の大地主である。

## 交通

### 鉄道
- 1916年（大正5年）- 三井電気軌道 久留米 - 北野間開通、宮陣停車場開設[1]。
- 1924年（大正13年）- 九州鉄道 福岡 - 久留米間 急行電車開通。宮の陣駅開設[1]。

## 教育

### 小学校
- 1901年（明治34年） - 宮ノ陣尋常小学校開校[1]
- 1911年（明治44年） - 宮ノ陣尋常高等小学校となる[1]。

## 出身人物
- 吉丸夏菜枝 - 元バレーボール選手（久留米市に合併後に誕生。吉丸本人は朝倉郡筑前町出身だが、中学校は宮ノ陣中学校に通っていた。）
- 西村弥菜美 - バレーボール選手（久留米市に合併後に誕生）
- 佐倉俠史朗 - プロ野球選手・育成選手（久留米市に合併後に誕生）